# Juri Leonidowitsch Kobrin

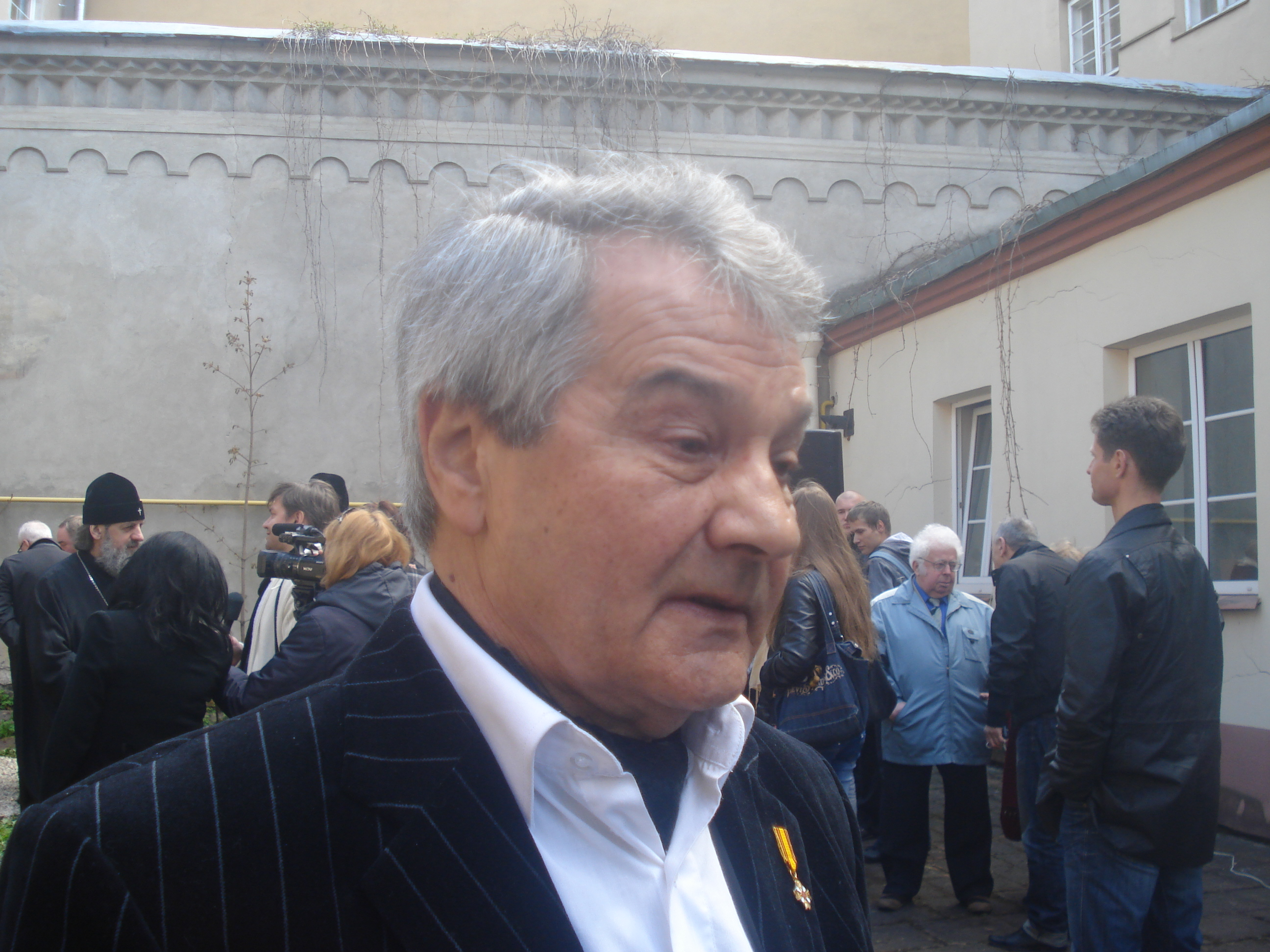
Juri Leonidowitsch Kobrin (2010)

Juri Leonidowitsch Kobrin (russisch Юрий Леонидович Кобрин; * 21. Mai 1943 in Tschernogorsk) ist ein russischer Dichter und Übersetzer litauischer Gedichte ins Russische.

## Leben
Kobrin, Sohn eines Offiziers der Roten Armee, arbeitete ab 1959 im Heizkraftwerk SachalinElektro. Daneben absolvierte er die Schule der Jungen Arbeiter in Juschno-Sachalinsk. Er nahm an Literaturkursen in Moskau teil. Seine ersten Veröffentlichungen erschienen 1961. 1962 wurde er Mitglied der KPdSU. Der Dichter Arseni Tarkowski empfahl ihm 1968 den Eintritt in den Schriftstellerverband der UdSSR.
Kobrin arbeitete als Schlosser in Kaunas und Wilna sowie als Journalist für Zeitungen der Litauischen SSR. Daneben studierte er Russische Sprache und Literatur am Litauischen Pädagogischen Institut in Wilna mit Abschluss 1974. Ab 1973 war er einige Jahre verantwortlicher Mitarbeiter des Staatskomitees für das Veröffentlichungswesen KomIsDat der Litauischen SSR. Er leitete die Abteilung Prosa und Poesie der Redaktion der Zeitung Literarisches Litauen.
Kobrin veröffentlichte Gedichte in verschiedenen Zeitschriften, insbesondere in Literarisches Litauen, Nowy Mir und Freundschaft der Völker. Er übersetzte Gedichte insbesondere der litauischen Dichterin Judita Vaičiūnaitė, von Justinas Marcinkevičius, Juozas Macevičius, Eduardas Mieželaitis und Ramutė Skučaitė ins Russische. Kobrins Gedichte übersetzten insbesondere Albinas Bernotas, Alfonsas Bukontas, Antanas Drilinga, Sigitas Geda, Juozas Macevičius, Ramutė Skučaitė und Vladas Šimkus ins Litauische.
Mit seinem Buch Hannibals Gene regte Kobrin den litauischen Bildhauer Vytautas Nalivaika an, ein Denkmal für den Mohren Hannibal des Zaren Peter I. und Hannibals Urenkel Alexander Puschkin zu gestalten, Das Denkmal wurde 2010 im Hof der Wilnaer russisch-orthodoxen St. Paraskeva-Kirche aufgestellt, in der Hannibal 1705 mit Zar Peter I. als Pate getauft wurde.
Kobrin ist Vizepräsident der International Federation of Russian-speaking Writers (IFRW) (London, Budapest) und Mitglied der Europäischen Akademie der Naturwissenschaften e.V. (Hannover).

## Ehrungen
- Verdienter Künstler der Russischen Föderation (2005)
- Ritter des Ordens der Freundschaft (2008)
- Ritterkreuz des Ordens des litauischen Großfürsten Gediminas
- Puschkin-Medaille (2016)